# ASSI Brindisi 1966-1967
L'ASSI Brindisi 1966-1967, prende parte al campionato italiano di Serie C, girone D a 12 squadre. Chiude la stagione regolare al terzo posto con 14V e 8P, 1185 punti fatti e 1016 punti subiti

## Storia & Roster
Per la prima volta partecipa ad un campionato nazionale, della formazione della stagione passata vengono confermati Ettore Quarta (capitano), Perugino, Cozzoli, Fragnelli, Vulpitta, Sarli e Cianciaruso. La nuova formazione viene affidata a Giuseppe Todisco ex Libertas Brindisi e come rinforzi vengono presi Salvemini dal Basket Brindisi, Arigliano dalla Libertas Brindisi, Cioffi e Corbo dalla Libertas Russo Foggia, Cascella dal Vasco Monopoli e Stellon che aveva finito il servizio di leva presso l'Arsenale di Taranto. Nel corso della stagione Carlo Cascella viene squalificato a vita a causa di un pugno sferrato all'arbitro Cuscinà durante il derby con il Basket Brindisi. Miglior marcatore della stagione è Arigliano con 176 punti in 19 partite seguito da Cianciaruso con 166 p. in 19 p. e da Cascella con 152 p. in 15 p.
| ASSI Brindisi 1966/1967 | ASSI Brindisi 1966/1967 |
| Giocatori               | Staff tecnico           |
| ----------------------- | ----------------------- |

| N. | Naz.              | Ruolo | Nome                 | Anno | Alt. | Peso |  |
| -- | ----------------- | ----- | -------------------- | ---- | ---- | ---- |  |
|    | Italia (bandiera) |       | Libero Salvemini     | 1944 |      |      |  |
|    | Italia (bandiera) |       | Franco Cozzoli       | 1947 |      |      |  |
|    | Italia (bandiera) |       | Ettore Quarta ()     | 1939 |      |      |  |
|    | Italia (bandiera) |       | Domenico Cianciaruso | 1945 |      |      |  |
|    | Italia (bandiera) |       | Teodoro Arigliano    | 1948 |      |      |  |
|    | Italia (bandiera) |       | Giovanni Cioffi      |      |      |      |  |
|    | Italia (bandiera) |       | Luigi Corbo          |      |      |      |  |
|    | Italia (bandiera) |       | Roberto Perugino     | 1941 |      |      |  |
|    | Italia (bandiera) |       | Franco Vulpitta      |      |      |      |  |
|    | Italia (bandiera) |       | Carlo Cascella       |      |      |      |  |
|    | Italia (bandiera) |       | Sergio Stellon       |      |      |      |  |
|    | Italia (bandiera) |       | Piero Sarli          |      |      |      |  |

| Allenatore                       |
| - Giuseppe Todisco               |
| Assistente/i                     |
| - Nessuno Legenda - (C) Capitano |

## Risultati
| Arbitri: | Serrametti (Bologna) Brusoni (Modena) |

|                      |       |                             |
| Di Caro 14, Amadio 8 | Punti | Cianciaruso 16, Stelloni 10 |

| Arbitri: | Picone (Avellino) Compagnoni (Napoli) |

|                                       |       |                          |
| Cascella 19, Stelloni 13, Arigliano 8 | Punti | Casadibari 5, Altamura 4 |

| Arbitri: | Coglitore (Messina) Cascierà (Messina) |

|                                          |       |                                     |
| Cascella 15, Stelloni 11, Cianciaruso 10 | Punti | Tamborrino 16, Carulli 11, Lomoro 9 |

| Arbitri: | Massese (Formia) Brandi (Napoli) |

|                              |       |                            |
| Torelli 16, Calia 8, Sarra 8 | Punti | Cianciaruso 16, Cascella 9 |

| Arbitri: | Costa E. (Taranto) Costa V. (Taranto) |

|                                      |       |                         |
| Arigliano 10, Cascella 9, Perugino 9 | Punti | Carulli G. 9, Coletta 8 |

| Roseto degli Abruzzi 11 dicembre 1966 6ª giornata | Pall. Roseto | 64 – 45 | Assi Brindisi |  |

| Arbitri: | Costa V. (Taranto) Costa E. (Taranto) |

|                                    |       |                                  |
| Cioffi 11, Perugino 10, Stellone 9 | Punti | Sangiorgio 17, Giuri 10, Rizzo 8 |

| Arbitri: | Cagnazzo (Roma) Bascetto (Roma) |

|                                            |       |                                          |
| Di Giovanni 16, Di Nicola 15, Bartolini 10 | Punti | Arigliano 14, Cianciaruso 10, Cascella 8 |

| Arbitri: | Fuiano (Foggia) Paglia (Foggia) |

|                                     |       |                                      |
| Stellon 12, Cascella 8, Salvemini 8 | Punti | Calia 10, Ciliberto 10, Barisciano 8 |

| Arbitri: | Scuderi (Catanzaro) Lamarina (Reggio Calabria) |

|                                       |       |                                         |
| Arigliano 15, Cascella 12, Stellon 10 | Punti | Filippetti 11, Benzoni 10, Di Ruscio 10 |

| Arbitri: | Zuccaro (Pescara) Golanti (Ortona) |

|                                       |       |                                      |
| Tizzano 20, Verile D. 15, Marinari 10 | Punti | Stellon 14, Cascella 10, Perugino 10 |

| Arbitri: | Pirone (Avellino) Zollo (Avellino) |

|                                           |       |                                         |
| Cascella 18, Cianciaruso 16, Arigliano 14 | Punti | Cantoresi 16, Amadio 12, Malavolta A. 8 |

| Arbitri: | Nicoletti (Matera) Sarra (Matera) |

|                           |       |                         |
| Lamorgese 12, Traversa 11 | Punti | Stellon 11, Perugino 10 |

| Monopoli 26 febbraio 1967 14ª giornata | Vasco Monopoli | 49 – 40 | Assi Brindisi |  |

| Arbitri: | Mazzarino (Salerno) Messina (Salerno) |

|                                          |       |                                      |
| Cascella 23, Cianciaruso 15, Salvemini 8 | Punti | La Torre 11, Moliterni 10, Torelli 8 |

| Bari 12 marzo 1967 16ª giornata | Enel Bari | 40 – 39 | Assi Brindisi |  |

| Arbitri: | Bonaccorto (Messina) Bottari (Messina) |

|                                         |       |                       |
| Arigliano 18, Cianciaruso 14, Quarta 12 | Punti | Ippoliti 14, Marini 9 |

| Arbitri: | Cuscinà (Messina) Coglitore (Messina) |

|                               |       |                                       |
| Giuri 18, Monaco 14, Rizzo 10 | Punti | Cozzoli 16, Arigliano 12, Salvemini 9 |

| Arbitri: | Ardito (Napoli) Compagnone (Napoli) |

|                                      |       |                                        |
| Cioffi 14, Perugino 13, Arigliano 11 | Punti | D'Antonio 21, Corsaro 14, Di Nicola 11 |

| Arbitri: | Mazzarino (Salerno) Picone (Salerno) |

|             |       |                                   |
| De Palma 14 | Punti | Corbo 23, Cioffi 19, Arigliano 15 |

| Arbitri: | Degli Espositi (Bologna) Dirussoni (Modena) |

|                       |       |                                       |
| Filippetti 15, Bell 8 | Punti | Cioffi 15, Arigliano 8, Cianciaruso 8 |

| Arbitri: | Sussi (Livorno) Gatti (Livorno) |

|                                  |       |                                          |
| Cioffi 18, Stellon 12, Cozzoli 9 | Punti | Suriano 10, Angelone M. 9, Antonicelli 8 |

## Fonti
La Gazzetta del Mezzogiorno edizione del 1966/67